# جوليو ألبيروني
جوليو ألبيروني (بالإيطالية: Giulio Alberoni)‏ هو كاردينال وسياسي إسباني من أصل إيطالي (1664-1752)، كان ناشطا في زمن فيليب الخامس ملك إسبانيا.

## بدايات حياته
ولد ألبيروني قرب بياتشنسا، ومن المحتمل أنه ولد في قرية فيورنزولا، في 31 مايو 1664 في دوقية بارما. وكان أبوه بستانيا، وعندما ارتبط بالكنيسة أصبح شماسا في كاتدرائية بياتشينزا.
بعد أن كسب حظوة الأسقف جورجيو بارني تولى منصب الكاهن، ورافق بعد ذلك ابن راعيه إلى روما. أثناء حرب الخلافة الإسبانية وضع ألبيروني أساس نجاحه السياسي بالخدمات التي قدمها إلى الدوق فيندوم، قائد القوات الفرنسية في إيطاليا؛ وعندما عادت هذه القوات في عام 1706 رافق الدوق إلى باريس، حيث استقبل بحفاوة من قبل الملك لويس الرابع عشر.

## حياته في أسبانيا
في عام 1711 تبع ألبيروني الدوق فيندوم إلى إسبانيا كسكرتير له. بعد سنتين مات الدوق هناك، وعين ألبيروني كوكيل قنصلي لبارما في بلاط فيليب الخامس ملك إسبانيا، ورقاه في نفس الوقت إلى منزلة كونت. وعند وصوله إلى مدريد وجد أن الأميرة دي أورسان كانت ذات سلطة شبه كاملة على الملك، واستغل فترة حكمه كوسيلة لاستعمال نفوذها في تنفيذ خططه. قام في اتفاق معها بتدبير زواج الملك من إليزابيث فارنيزي من بارما. وامتد نفوذ الملكة الجديدة بمصالح ألبيروني، فارتقى لمراكز عالية بشكل سريع.
أصبح عضوا في مجلس الملك، وأسقف ملقة، وفي عام 1715 أصبح رئيس وزراء، وترقى إلى منصب كاردينال في عام 1717. كان الغرض الرئيسي الذي وضعه نصب عينيه هو إحياء اقتصاد إسبانيا بإلغاء الجمارك الداخلية، وفتح تجارة الأنديز وإعادة تنظيم التمويلات. وتعهد عن طريق الموارد التي كسبها بتمكين الملك فيليب الخامس من تنفيذ سياسة طموحة في إيطاليا وفرنسا. ولم يستطع الوزير إكمال خططه بسبب نفاد صبر الملك وزوجته. وأتت الكوارث على إسبانيا بسبب إثارة غضب إنجلترا وفرنسا وهولندا والإمبراطورية في وقت واحد (فيما سمي حرب التحالف الرباعي) وقد تم تحميل ألبيروني المسؤولية. وفي 5 ديسمبر 1719 أمر بترك إسبانيا، وقد لعبت إليزابيث بنفسها دورا في إقرار مرسوم الإبعاد.

## سنواته الأخيرة
ذهب إلى إيطاليا، وهناك كان عليه أن يلجأ بين جبال الأبينيني، لأن البابا كليمنت الحادي عشر كان عدوه اللدود، بعد أن أعطى أوامر صارمة لتوقيفه. وعند موت كليمنت، ظهر ألبيروني في الاجتماع السري لانتخاب البابا الجديد، ولعب دورا في انتخاب إنوسنت الثالث عشر (1721)، وسجن بعدها لفترة قصيرة بناء على مطلب إسبانيا. في الانتخاب القادم (1724) كان من بين المرشحين للكرسي البابوي، وكسب عشرة أصوات في الاجتماع السري الذي انتخب بنيديكت الثالث عشر.
عينه وريث بنيديكت، كليمنت الثاني عشر (منتخب 1730)، مندوبا على رافينا، وقد تحمل في هذا المنصب استياء البابا بسبب القرارات القوية وغير المبررة التي تبناها لإجبار جمهورية سان مارينو الصغيرة على الخضوع إلى روما. واستبدل بمندوب آخر في عام 1740، وبعدها مباشرة ذهب إلى بياتشينزا. عينه كليمنت الثاني عشر مديرا لمستشفى سان لازارو في بياتشينزا في 1730. كان المستشفى مؤسسة من القرون الوسطى لمنفعة المجذومين. بعد أن اختفى المرض من إيطاليا، حصل ألبيروني على موافقة البابا لإيقاف المستشفى، الذي وقع تحت طائلة المشاكل والفوضى، واستبدله بجامعة لتعليم سبعين ولدا فقيرا أصول الكهانة، تحت اسم جامعة ألبيروني Collegio Alberoni، وهو الاسم الذي لا تزال تحمله. ومات في 16 يونيو 1752 عن 88 عاما، وترك مبلغ يقدر بنحو 600,000 دوكات وهبها لتأسيس الجامعة، وبقية الثروة الهائلة كسبها في إسبانيا منحها لابن أخيه. ترك ألبيروني كمية كبيرة من المخطوطات؛ لكن أصالة الوصية السياسية التي نشرت باسمه في لوزان في 1753، يحوم حولها الشك.

## قراءات أخرى
نشر كتاب تاريخ الكاردينال ألبيروني Histoire du Cardinal Alberoni يستمر حتى العام 1719 من قبل جان روسيه دي ميسي في لاهاي في 1719. وسيرة تمجيدية، قصة الكاردينال جوليو ألبيروني Storia del Cardinale Giulio Alberoni، نشرت من قبل ستيفانو بيرساني، وهو كاهن تعلم في جامعته في بياتشينزا، في عام 1861. جوليو ألبيروني ومدرسته Giulio Alberoni e it suo secolo، بقلم جوفاني بيانكي (1901)، وهو أقصر وأكثر انتقادا. أنظر أيضا الرسائل الحميمة لجوليو ألبيروني Lettres intimes de J. Alberoni، وقد حرره إميل بورجوا (1892).